# مگس گوزن
مگس گوزن یا مگس زرد نوعی مگس از خانوادهٔ خرمگس‌ها است. این مگس به عنوان آفت کشاورزی همچنین ناقل بیماری برای انسان، گاو و اسب عمل می‌کند. این مگس از نظر اندازه به مگس خانگی شباهت دارد و ویژگی متمایز کنندهٔ آن الگوی طلایی و چشمان سبز آن است.